# Девета изложба УЛУС-а (1950)
Девета изложба УЛУС-а (1950) је трајала од 14. маја до 1. јуна 1950. године. Одржана је у галеријском простору Удружења ликовних уметника Србије односно у Уметничком павиљону "Цвијета Зузорић", у Београду.

## Оцењивачки одбор
Чланови оцењивачког одбора били су:

### Сликарство
1. Ђорђе Андрејевић-Кун
2. Винко Грдан
3. Иван Табаковић
4. Љубица Сокић
5. Антон Хутер

### Вајарство
1. Сретен Стојановић
2. Лојзе Долинар
3. Стеван Боднаров

## Излагачи

### Сликарство
1. Анте Абрамовић
2. Даница Антић
3. Стојан Аралица
4. Милош Т. Бајић
5. Петар Бибић
6. Јован Бијелић
7. Никола Блажев
8. Олга Богдановић Милуновић
9. Милан Божовић
10. Ђорђе Бошан
11. Божена Вилхар
12. Живојин Влајнић
13. Бета Вукановић
14. Бошко Вукашиновић
15. Недељко Гвозденовић
16. Драгомир Глишић
17. Мира Глишић
18. Милош Голубовић
19. Никола Граовац
20. Радмила Граовац
21. Винко Грдан
22. Бора Грујић
23. Радмила Ђорђевић
24. Матија Зламалик
25. Јован Зоњић
26. Божа Илић
27. Ђорђе Д. Илић
28. Гордана Јовановић
29. Младен Јосић
30. Драгољуб Кажић
31. Радивоје Кнежевић
32. Лиза Крижанић
33. Јован Кукић
34. Александар Кумрић
35. Шана Лукић Шотра
36. Светолик Лукић
37. Душан Миловановић
38. Предраг Милосављевић
39. Милун Митровић
40. Милорад Бата Михаиловић
41. Раденко Мишевић
42. Светислав Младеновић
43. Сава Николић
44. Петар Омчикус
45. Лепосава Ст. Павловић
46. Јефто Перић
47. Бошко Петровић
48. Зора Петровић
49. Зоран Петровић
50. Јелисавета Ч. Петровић
51. Миодраг Петровић
52. Бранко Пешић
53. Миодраг Б. Протић
54. Ђорђе М. Поповић
55. Зора Поповић
56. Васа Поморишац
57. Мирко Почуча
58. Вера Поповић Божичковић
59. Божидар Раднић
60. Иван Радовић
61. Влада Радовић
62. Григорије Самојлов
63. Љубица Сокић
64. Бранко Станковић
65. Вељко Станојевић
66. Боривоје Стевановић
67. Едуард Степанчић
68. Владимир Стојановић
69. Живко Стојсављевић
70. Светислав Страла
71. Иван Табаковић
72. Милорад Ћирић
73. Вера Ћирић
74. Јелена Ћирковић
75. Сабахадин Хоџић
76. Антон Хутер
77. Драгутин Цигарчић
78. Александар Челебоновић
79. Јадвига Четић
80. Милан Четић
81. Вера Чохаџић
82. Миленко Шербан

### Вајарство
1. Градимир Алексић
2. Милан Бесарабић
3. Марко Брежанин
4. Крунослав Буљевић
5. Дарослава Вијоровић
6. Радмила Граовац
7. Лојзе Долинар
8. Александар Зарин
9. Иван Зоричић
10. Душан Иванишевић
11. Олга Јеврић
12. Бранко А. Јовановић
13. Јелена Јовановић
14. Илија Коларовић
15. Јован Кратохвил
16. Милован Крстић
17. Франо Менегело-Динчић
18. Периша Милић
19. Божидар Обрадовић
20. Славка Петровић-Средовић
21. Миша Поповић
22. Димитрије Парамендић
23. Владета Петрић
24. Ристо Стијовић
25. Радивој Суботички
26. Јосиф Хрдличка

### Графика
1. Милош Т. Бајић

1. Петар Бибић
2. Бошко Вукашиновић
3. Оливера Вукашиновић
4. Живан Вулић
5. Мира Глишић
6. Александар Јовановић
7. Бошко Карановић
8. Мирјана Михаћ
9. Миливој Николајевић
10. Божа Продановић
11. Драгослав Стојановић Сип
12. Владимир Стојановић
13. Стојан Трумић
14. Милорад Ћирић
15. Зуко Џумхур
16. Илија Шобајић